# Francesco Gargano
Francesco Gargano (* 5. Mai 1899 in Grammichele; † 29. Oktober 1975 in Göteborg) war ein italienischer Säbelfechter.

## Karriere
Francesco Gargano nahm an den Olympischen Spielen 1920 in Antwerpen in zwei Disziplinen teil. Im Einzelwettbewerb erreichte er die Finalrunde, die er auf dem elften Platz beendete. In der Mannschaftskonkurrenz blieb er mit der italienischen Equipe ohne Niederlage und wurde gemeinsam mit Dino Urbani, Aldo Nadi, Nedo Nadi, Oreste Puliti, Giorgio Santelli und Baldo Baldi Olympiasieger.